# París-Roubaix juniors
La París-Roubaix juniors (también llamada Le Pavé de Roubaix), es una carrera ciclista francesa creada en 2003 por el Vélo Club de Roubaix. La primera edición se corrió en junio y  a partir de 2004 se disputa en abril, el mismo día que la clásica París-Roubaix.
En 2005, se incorporó al calendario internacional y un acuerdo con ASO, permitió que la carrera se empezara a denominar París-Roubaix Juniors.
Está limitada para ciclistas de categoría junior (17 y 18 años) y forma parte de la Copa de las Naciones desde 2008.
El recorrido ha sido por lo general en el entorno de 120 km, con 15 sectores de pavé ubicados en los últimos 80 km.

## Palmarés
| Año  | Ganador                  | Segundo              | Tercero                  |
| ---- | ------------------------ | -------------------- | ------------------------ |
| 2003 | Anthony Colin            | David Deroo          | Bram Wind                |
| 2004 | Geraint Thomas           | Ian Stannard         | Toon De Clercq           |
| 2005 | Michael Bar              | Klaas Lodewyck       | Jérôme Baugnies          |
| 2006 | Raymond Kreder           | Dries Ingels         | Sven Vandousselaere      |
| 2007 | Fabien Taillefer         | Jens Debusschere     | Paolo Locatelli          |
| 2008 | Andrew Fenn              | Peter Sagan          | Étienne Fedrigo          |
| 2009 | Guillaume Van Keirsbulck | Arnaud Démare        | Barry Markus             |
| 2010 | Jasper Stuyven           | Daniel McLay         | Lawson Craddock          |
| 2011 | Florian Sénéchal         | Alexis Gougeard      | Maarten van Tryp         |
| 2012 | Mads Würtz               | Anthony Turgis       | Jonathan Dibben          |
| 2013 | Mads Pedersen            | Nathan Van Hooydonck | Tao Geoghegan Hart       |
| 2014 | Magnus Bak               | Casper Pedersen      | Enzo Wouters             |
| 2015 | Bram Welten              | Pascal Eenkhoorn     | Stan Dewulf              |
| 2016 | Jarno Mobach             | Nils Eekhoff         | Tanguy Turgis            |
| 2017 | Thomas Pidcock           | Daan Hoole           | Mathias Larsen           |
| 2018 | Lewis Askey              | Samuele Manfredi     | Mattias Skjelmose Jensen |
| 2019 | Hidde Van Veenendaal     | Hugo Toumire         | Lars Boven               |
| 2020 | No se disputó            | No se disputó        | No se disputó            |
| 2021 | Stian Fredheim           | Alec Segaert         | Per Strand Hagenes       |
| 2022 | Niels Michotte           | Romet Pajur          | Léandre Lozouet          |
| 2023 | Matys Grisel             | Oscar Chamberlain    | Theodor Storm            |
| 2024 | Jakob Omrzel             | Erazem Valjavec      | Axel Van Den Broek       |
| 2025 | Michiel Mouris           | Ashlin Barry         | Mikita Babovich          |